# Bogdan Pecotić
Bogdan Pecotić (Smokvica, 21. studenoga 1912. – Split, 14. svibnja 1998.), hrvatski admiral. Bio je admiral JRM i i nositelj naslova narodnog heroja.
Godine 1941. je stupio u NOVJ i sljedeće godine u KPJ. Ratni zapovjednik 2., 13. i 4. dalmatinske brigade, načelnik štaba 9. divizije, zapovjednik 20. divizije i dr. Poslije rata bio je načelnik štaba JRM, zapovjednik eskadre, zapovjednik vojne oblasti i dr.